# Noord-Holland
Noord-Holland (dansk: Nordholland) er en nederlandsk provins, beliggende i den vestlige del af Nederlandene.
Provinsen grænser op Zuid-Holland og Utrecht mod syd, Nordsøen mod vest, Vadehavet mod nord, og Flevoland mod øst. Noord-Holland har et samlet areal på 4.091 km2, hvoraf 1.420 km2 udgøres af vand. Provinsen har 2.963.992 indbyggere (1. april 2023).
Noord-Hollands hovedstad hedder Haarlem, hvor den lokale provinsadministration holder til. Provinsens største by er Amsterdam. Kongens kommissær (nederlandsk: Commisaris van de Koning) i Noord-Holland hedder Arthur van Dijk.

## Geografi
Noord-Holland ligger i den vestlige del af Nederlandene. Den grænser op til Vadehavet i nord, Nordsøen i vest, og Utrecht og Zuid-Holland i syd. I øst grænser Noord-Holland op til Flevoland.
Noord-Holland er Nederlandenes fjerde største provins. Den har et samlet areal på 4.091 km2, hvoraf 1.420 km2 udgøres af vand. Eksklusive vand er Noord-Holland Nederlandenes sjette største provins.

### Underinddelinger
Noord-Holland er opdelt i syv COROP-områder: Kop van Noord-Holland, Storalkmaar, IJmond, Storhaarlem, Zaanstreek, Storamsterdam og Het Gooi-Vechtstreek. COROP-enhederne bruges af staten i forbindelse med statistik og analyse.
Noord-Holland består af 44 kommuner. Amsterdam er provinsens folkerigeste kommune, mens Hollands Kroon arealmæssigt er Noord-Hollands største kommune. Haarlemmerliede en Spaarnwoude har det laveste indbyggertal, mens Heemstede har det mindste areal.
| Kommune                        | Indbyggere | Areal      | COROP-område           |
| ------------------------------ | ---------- | ---------- | ---------------------- |
| Aalsmeer                       | 31.392     | 20,44 km2  | Storamsterdam          |
| Alkmaar                        | 108.618    | 29,26 km2  | Storalkmaar            |
| Amstelveen                     | 89.608     | 41,45 km2  | Storamsterdam          |
| Amsterdam                      | 921.468    | 219,32 km2 | Storamsterdam          |
| Beemster                       | 9.281      | 70,58 km2  | Storamsterdam          |
| Bergen                         | 29.793     | 97,10 km2  | Storalkmaar            |
| Beverwijk                      | 40.976     | 18,34 km2  | IJmond                 |
| Blaricum                       | 10.302     | 11,11 km2  | Het Gooi-Vechtstreek   |
| Bloemendaal                    | 22.940     | 39,73 km2  | Storhaarlem            |
| Castricum                      | 35.272     | 49,67 km2  | IJmond                 |
| Diemen                         | 27.362     | 11,99 km2  | Storamsterdam          |
| Drechterland                   | 19.353     | 59,10 km2  | Koop van Noord-Holland |
| Edam-Volendam                  | 35.859     | 16,31 km2  | Storamsterdam          |
| Enkhuizen                      | 18.491     | 12,42 km2  | Koop van Noord-Holland |
| Gooise Meren                   | 57.171     | 40,0 km2   | Het Gooi-Vechtstreek   |
| Haarlem                        | 159.340    | 29,22 km2  | Storhaarlem            |
| Haarlemmerliede en Spaarnwoude | 5.702      | 19,24 km2  | Storhaarlem            |
| Haarlemmermeer                 | 146.332    | 178,66 km2 | Storamsterdam          |
| Heemskerk                      | 39.053     | 27,26 km2  | IJmond                 |
| Heemstede                      | 26.989     | 9,21 km2   | Storhaarlem            |
| Heerhugowaard                  | 55.159     | 38,40 km2  | Storalkmaar            |
| Heiloo                         | 22.966     | 18,71 km2  | Storalkmaar            |
| Den Helder                     | 56.016     | 45,25 km2  | Koop van Noord-Holland |
| Hilversum                      | 89.148     | 45,62 km2  | Het Gooi-Vechtstreek   |
| Hollands Kroon                 | 47.585     | 358,09 km2 | Koop van Noord-Holland |
| Hoorn                          | 72.759     | 20,25 km2  | Koop van Noord-Holland |
| Huizen                         | 41.432     | 15,82 km2  | Het Gooi-Vechtstreek   |
| Koggenland                     | 22.551     | 80,52 km2  | Koop van Noord-Holland |
| Landsmeer                      | 11.352     | 22,56 km2  | Storamsterdam          |
| Langedijk                      | 27.721     | 24,04 km2  | Storalkmaar            |
| Laren                          | 11.079     | 12,41 km2  | Het Gooi-Vechtstreek   |
| Medemblik                      | 44.042     | 121,81 km2 | Koop van Noord-Holland |
| Oostzaan                       | 9.691      | 11,53 km2  | Storamsterdam          |
| Opmeer                         | 11.429     | 41,57 km2  | Koop van Noord-Holland |
| Ouder-Amstel                   | 13.465     | 24,13 km2  | Storamsterdam          |
| Purmerend                      | 79.830     | 23,39 km2  | Storamsterdam          |
| Schagen                        | 46.143     | 167,91 km2 | Koop van Noord-Holland |
| Stede Broec                    | 21.656     | 14,63 km2  | Koop van Noord-Holland |
| Texel                          | 13.576     | 161,12 km2 | Koop van Noord-Holland |
| Uitgeest                       | 13.462     | 19,19 km2  | IJmond                 |
| Uithoorn                       | 29.247     | 18,24 km2  | Storamsterdam          |
| Velsen                         | 67.585     | 44,78 km2  | IJmond                 |
| Waterland                      | 17.240     | 52,11 km2  | Storamsterdam          |
| Wijdemeren                     | 23.467     | 47,86 km2  | Het Gooi-Vechtstreek   |
| Wormerland                     | 15.949     | 38,74 km2  | Zaanstreek             |
| Zaanstad                       | 154.037    | 73,88 km2  | Zaanstreek             |
| Zandvoort                      | 16.903     | 32,07 km2  | Storhaarlem            |

## Demografi
Noord-Holland har et indbyggertal på 2.963.992 indbyggere (1. april 2023) og en befolkningstæthed på 1.112 pr. km2. Det er Nederlandenes næststørste provins målt på antal indbyggere. Noord-Holland har desuden Nederlandenes anden højeste befolkningstæthed. Kun Zuid-Holland har flere indbyggere. Amsterdam er provinsens folkerigeste kommune.

## Politik
Provinsrådet i Noord-Holland (nederlandsk: Provinciale Staten) består af 55 medlemmer med kongens kommissær i spidsen. Den nuværende kommissær er Arthur van Dijk fra Folkepartiet for Frihed og Demokrati (VVD). Han afløste Johan Remkes (2010-2018) fra VVD, han afløste Harry Borghouts (2002-2009) fra Grønne Venstre (GL). Noord-Hollands provinsråd vælges af Noord-Hollands indbyggere, mens kommissæren udpeges af kongen og den nederlandske regering. VVD er med 11 pladser det største parti i provinsrådet. Den daglige ledelse varetages af en lille styrelse (nederlandsk: Gedeputeerde Staten), hvis medlemmer (nederlandsk: gedeputeerden) kan sammenlignes med ministrene i en regering. Styrelsen ledes af kommissæren.

## Personer fra Noord-Holland
- Karel Appel, billedkunstner
- Linda Bolder, nederlandsk-israelsk judoudøver
- Baruch de Spinoza, filosof